# سزار آزپیلیکوئتا
سزار آزپیلیکوئتا تانکو تلفظ اسپانیایی: [ˈθesaɾ aθpiliˈkweta ˈtaŋko]؛ زادهٔ ۲۸ اوت ۱۹۸۹) بازیکن فوتبال اهل اسپانیا که برای باشگاه فوتبال اتلتیکو مادرید در پست مدافع راست بازی می‌کرد.
آزپیلیکوئتا که محصول جوانان اوساسونا است، سه فصل را در لالیگا سپری کرد و سپس به مارسی رفت.  در تابستان ۲۰۱۲ او به چلسی رفت و در اولین فصل خود قهرمان لیگ اروپا شد و دو سال بعد یک دوبل داخلی را به دست آورد.
او بیش از ۵۰۰ بازی برای این باشگاه انجام داد و با جدایی در سال ۲۰۲۳ در لیست بازی‌های تمام دوران آن‌ها در رتبهٔ ششم قرار گرفت و هیچ فرد غیرانگلیسی دیگری برای آن‌ها بازی نکرده بود. او به عنوان یک «افسانه» استمفورد بریج توصیف می‌شود. او کاپیتان چلسی برای قهرمانی لیگ اروپا در سال ۲۰۱۹، لیگ قهرمانان اروپا در سال ۲۰۲۱ و قهرمانی جام باشگاه‌های جهان در سال ۲۰۲۱ بود.
آزپیلیکوئتا ۵۵ بازی ملی برای اسپانیا در سطح جوانان در تمام رده‌های سنی انجام داد و در دو دوره قهرمانی اروپا نماینده زیر ۲۱ سال بود و در سال ۲۰۱۱ قهرمان شد.  او اولین حضور خود را با تیم کامل در سال ۲۰۱۴ انجام داد و برای سه جام جهانی و همچنین یورو ۲۰۱۶ و یوفا یورو ۲۰۲۰ انتخاب شد.

## آمار ملی

### بازی‌های ملی
تا تاریخ ۱ دسامبر ۲۰۲۲
| اسپانیا | اسپانیا | اسپانیا | اسپانیا |
| سال     | بازی    | گل      | پاس گل  |
| ------- | ------- | ------- | ------- |
| ۲۰۱۳    | ۴       | ۰       | ۰       |
| ۲۰۱۴    | ۶       | ۰       | ۰       |
| ۲۰۱۵    | ۲       | ۰       | ۰       |
| ۲۰۱۶    | ۶       | ۰       | ۱       |
| ۲۰۱۷    | ۲       | ۰       | ۰       |
| ۲۰۱۸    | ۵       | ۰       | ۰       |
| ۲۰۲۱    | ۱۱      | ۱       | ۰       |
| ۲۰۲۲    | ۸       | ۰       | ۱       |
| مجموع   | ۴۴      | ۱       | ۲       |

### گل‌های ملی
| شماره | تاریخ        | میزبان | بازی ملی | حریف   | نتیجه | رقابت                 |
| ----- | ------------ | ------ | -------- | ------ | ----- | --------------------- |
| ۱     | ۲۸ ژوئن ۲۰۲۱ | کپنهاگ | ۲۷       | کرواسی | ۵–۳   | جام ملت‌های اروپا ۲۰۲۰ |

## افتخارات

### باشگاهی
مارسی
- سوپر جام فوتبال فرانسه(۲): ۲۰۱۰، ۲۰۱۱
- جام اتحادیه باشگاه‌های فرانسه(۱): ۱۲–۲۰۱۱

چلسی
- لیگ برتر فوتبال انگلیس(۲): ۱۵–۲۰۱۴، ۱۷–۲۰۱۶
- جام حذفی فوتبال انگلیس(۱): ۱۸–۲۰۱۷
- جام اتحادیه فوتبال  انگلیس(۱): ۱۵–۲۰۱۴
- لیگ قهرمانان اروپا(۱): ۲۱–۲۰۲۰
- لیگ اروپا(۲): ۱۳–۲۰۱۲، ۱۹–۲۰۱۸
- سوپر جام اروپا(۱): ۲۰۲۱
- جام باشگاه‌های جهان(۱): ۲۰۲۱

### ملی
اسپانیا
- جام کنفدراسیون‌ها: ۲۰۱۳ نایب قهرمان
- لیگ ملت های اروپا: ۲۱–۲۰۲۰ نایب قهرمان

### شخصی
- بهترین بازیکن فصل چلسی(۱): ۱۴–۲۰۱۳
- تیم منتخب لیگ اروپا(۱): ۱۹–۲۰۱۸
- تیم منتخب لیگ قهرمانان اروپا(۱): ۲۲–۲۰۲۱